# دولة حضارية
الدولة الحضارية هي الدولة التي لا تمثل فقط مَنطقة تاريخية أو مجموعة عرقية لغوية أو هيئة حكم، ولكنها تمثل حضارة فريدة بحد ذاتها. وهي تتميز عن مفهوم الدولة القومية، التي تتكون من منطقة تاريخية أو لغة أو مجموعة عرقية معينة، بأنها تُشكل فئة حضارية في حد ذتها. عند تصنيف الدول كدول حضارة، غالبًا ما يتم التركيز على الاستمرارية التاريخية للبلد والوحدة الثقافية عبر منطقة جغرافية واسعة.
تمت صياغة المصطلح لأول مرة في التسعينيات كطريقة لوصف الصين،  ولكن إستخدمه البعض أيضًا لوصف دول مثل مصر وروسيا والهند وتركيا والولايات المتحدة.

## الصين كدولة حضارية
استخدم العلماء مصطلح «دولة حضارية» لأول مرة  في التسعينيات لتصنيف الصين على أنها تتمتع بطابع اجتماعي سياسي متميز عن بقية الدول أجمع، بدلاً من اعتبارها دولة قومية علي النموذج الأوروبي. يشير استخدام هذا المصطلح الجديد إلى أن الصين كانت ولا تزال «دولة إمبراطورية» ذات تقليد سياسي فريد وهيكل حكومي، وأكد مؤيدوها أن نموذج الدولة القومية يفشل في وصف تطور الدولة الصينية بشكل صحيح. حيث يصف أنصار المصطلح الصين بأنها تتمتع بوحدة تاريخية وثقافية فريدة، مشتقة من عملية مستمرة من التوفيق بين المعتقدات الثقافية. تم نشر هذا المصطلح بشكل أكبر باستخدامه في كتاب عندما تحكم الصين العالم بواسطة مارتن جاك.
وفقًا لـ Li Xing و Timothy Shaw ، فإن السمة المركزية لوصف الصين بدولة حضارية هي وجهة النظر القائلة بأن الدولة الصينية تستمد شرعيتها من استمرار النظام الاجتماعي السياسي الذي يَفترض أن احتفاظ الدولة بالسلطة على رعاياها أمر طبيعي، فهي «الوصي» على المواطنين والمجتمع، وهي رؤية للدولة تختلف تمامًا عن نموذج الدولة القومية في أوروبا. يدعي باحثون آخرون أن السمات الرئيسية للدولة الحضارة هي الحفاظ على روح الوحدة الثقافية على الرغم من إظهار تنوع ثقافي كبير، عبر قرون من التاريخ في مساحة جغرافية كبيرة. يلفت البعض الانتباه بشكل خاص إلى طول عمر نظام الكتابة الصيني،  أو وصف وجود الصين على أنه مرتبط بشكل فريد وحتمي بالماضي.
يُعارض «غوانغ شيا» فكرة تفرد الصين بمبدأ الدولة الحضارية. حيث يجادل شيا بأن خطاب الدولة الحضارية في دراسات الصين هو تطور هام وإيجابي، لأنه يسمح بتحليل خصائص الدولة الصينية الحديثة بشكل صحيح في سياق تاريخها. ومع ذلك، خلص «شيا» إلى أنه في النهاية يجب على جميع الحضارات إعادة اختراع نفسها في سياق تاريخها، وأنه من الخطأ النظر إلى الصين ككيان ثابت أو تصويرها على أنها مرتبطة بماضيها أكثر من بقية العالم.

## دول حضارية أخرى مقترحة

### مصر
من خلال خلق استمرار حضاري بين مصر القديمة ومصر المعاصرة بخصائصها الإسلامية، فإن مصر هي مثال آخر على دولة حضارية ترُكز على هويتها التاريخية والثقافية المستمرة والتقاليد التي تتناقض مع الهيمنة الثقافية العالمية للغرب.

### الهند
تم اقتراح الهند كمثال لدولة حضارية، حيث يجادل المعلقون السياسيون بأن الهوية الهندية المشتركة تسبق الاستعمار البريطاني والغزوات الإسلامية.[بحاجة لمصدر أفضل]

### روسيا
تبنت إدارة فلاديمير بوتين في بعض الأحيان خطاب تصوير روسيا على أنها دولة حضارة أوراسية متميزة. 

## مزيد من التحليل

### انتقادات لنظرية الدولة الحضارية
جادل الصحفي جدعون راتشمان في عام ٢٠١٩ بأن مفهوم الدولة الحضارية يتعارض مع المفاهيم الحديثة لحقوق الإنسان العالمية والمعايير الديمقراطية المشتركة، فهو بتجنب بطبيعته لمجموعات الأقليات التي لا تشترك في السمات (الميزات) التي تحدد الدولة الحضارية. (على سبيل المثال، قد يكون لديهم دين مختلف).